# Adil Khan
Adil Khan (født 3 februar 1983 i Oslo, Norge) er en norsk danser og skuespiller med punjabi/pashtunsk afstamning. Khan kom ind i rampelyset, da han vandt Dansefeber (den norske version af "So You Think You Can Dance," som blev vist på TVNorge i marts 2006).

## Opvækst
Adil Khan blev født Adil Thathaal i Oslo. I sin tidlige barndom boede han i Munkelia. Senere flyttede familien til Grønland og derefter til et område nær Ullevål Stadion. Adil´s far er fra Punjab-provinsen i Pakistan, og tilhører Thothal Rajput kaste. Adil's mor er pashtun, som har sine rødder i Pakistan og Afghanistan. Hun tilhører Durranistammen, som er spredt rundt i Pakistan, Afghanistan og Iran. Adil er den yngre bror til filmskaber og menneskerettighedsaktivist Deeyah Khan.

## Karriere

### Musik og dans
Adil tilhører en kunstnerisk familie. Fra Adils barndom har faren været initiativtager til kulturelle aktiviteter i Norge, specielt ved at være på forkant med at indføre «workshops» for pakistansk klassisk musik, så vel som at deltage i litteratur- og kunstmiljøer. Adils far er ansvarlig for at arrangere koncerter og introducere norsk publikum til musikken og kreative traditioner fra Pakistan. På grund af farens aktiviteter med musik og kunst, begyndte Adil i lighed med sin søster, Deeyah, at lære musik fra en meget tidlig alder. Selv om Adil sluttede med musikken efter nogle år, var det en god forberedelse til hans karriere indenfor musikteater.
I 2009 blev Adil inviteret til at synge Michael Jackson Man in the Mirror for Auma Obama, søster til præsident Barack Obama. Programmet ble arrangert av NRK1 i forbindelse med en pengeinnsamling for Afrika.
I 1997 oplevede Adil en nyfunden interesse for breakdance, som han tog til sig som sin egen kunstform. I 1999 grundlagde han dansegruppen Floor Knights med deres venner. Han satte sin sjæl i breakdance, og kort efter udmærkede han sig blandt de øvrige breakdansere. Adil har også boet i København, hvor han var medlem af breakdance gruppen Natural Effects. Adil har vundet flere konkurrencer i dans i Norge og i udlandet, som "B-Boy Rumble 1999" (Norsk
mesterskaber), "Scandinavian Battle of the Year 2001" (Skandinavisk mesterskab) og "Time 2 Battle" i Malmø (Scandinavisk mesterskab). Men hans egentlige gennembrud kom i 2006, da han vandt den norske nationale dansekonkurrence Dansefeber. Denne sejr gav ham national berømthedsstatus. Adil ønskede at forbedre deres dans færdigheder, så lige efter at have vundet Dansefeber, rejste han til Los Angeles, hvor han blev medlem af Quest Crew (vinderne af den tredje sæson af "America's Best Dance Crew").

### Skuespiller
Efter at have vundet Dansefeber, begyndte Adil at modtage tilbud om job fra norske teatre. Hans debut kom i 2006 i Oslo Nye Teater som Bernardo i West Side Story. Kort efter tog Adil til Los Angeles, men et tilbud bragte ham tilbage til Norge i 2007. Det første stykke tid efter hans ankomst blev det Nøddeknækkeren, som blev fulgt af flere andre produktioner. Adil blev hyldet af kritikerne for sin rolle som Mowgli i Jungleboka, som han blev nomineret til Heddaprisen i kategorien som bedste mandlige hovedrolle.
Adil er den yngste skuespiller i Norge, der har været nomineret til denne pris.

## Filmografi
| År   | Titel             | Rolle    | Noter                                                     | Instruktør           |
| ---- | ----------------- | -------- | --------------------------------------------------------- | -------------------- |
| 2010 | Hjerte til hjerte | Adil     |                                                           | Marit Åslein         |
| 2011 | Taxi              | Javar    | Nomineringer til Gullruten for bedste mandlige hovedrolle | Ulrik Imtiaz Rolfsen |
| 2012 | Johan Falk        | Parameet |                                                           | Charlotte Brändström |

## Teater
| År   | Titel            | Rolle          | Noter                                             | Instruktør           |
| ---- | ---------------- | -------------- | ------------------------------------------------- | -------------------- |
| 2006 | West Side Story  | Bernardo       |                                                   | Svein Sturla Hungnes |
| 2007 | Nøddeknækkeren   | Nøddeknækkeren |                                                   | Steen Koerner        |
| 2008 | @lice            | Amo            | Filmes og udsendes i 2009 af NRK2                 | Kjersti Alveberg     |
| 2009 | Jungelboka       | Mowgli         | Nomineringer til Hedda prisen for bedste mandlige | Erik Ulfsby          |
| 2010 | Spring Awakening | Moritz         |                                                   | Kjersti Horn         |
| 2010 | Trollbyen        | Hans           |                                                   | Catrine Telle        |

## Æresbevisninger og priser
- 31 maj 2006:. Adil blev hyldet af Kreftforeningen for sit arbejde blandt unge.[14] Med denne pris, Adil havne i samme selskab, der blandt andet Gro Harlem Brundtland, Gerd Liv Valla, Gaute Grøtta Grav og Dagfinn Høybråten. [15]
- 2006-2007: Adil Khan var den første officielle ambassadør for FRI (en anti-rygning og anti-narkotika kampagne iværksat af Sosial- og helsedirektoratet).[16]
- 2008: Adil modtaget Oslo bys kunstnerpris i Oslo Rådhus for fremragende præstationer i Oslo kulturelle.[17]